# Villa Edmund Każmierczak

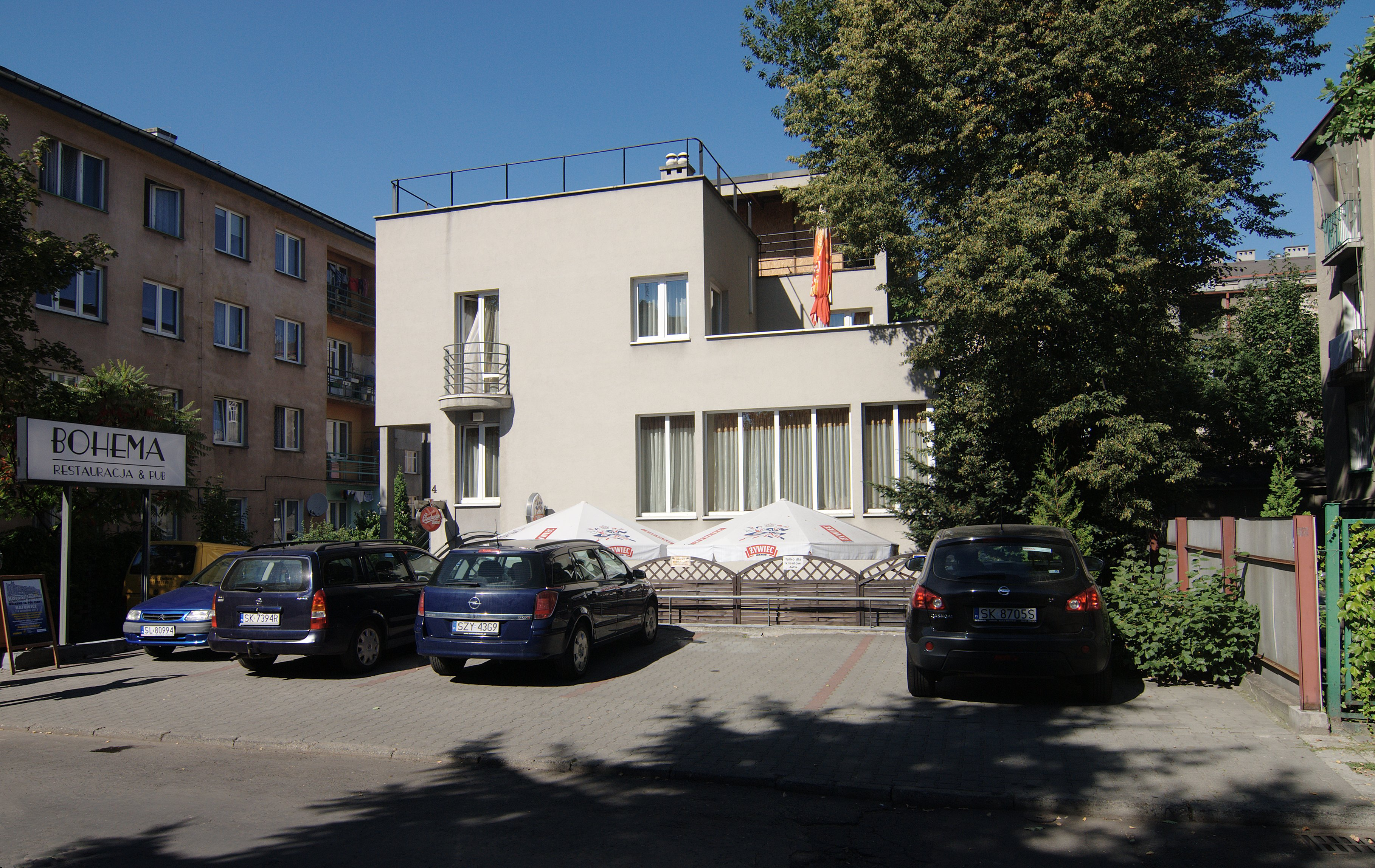
Ansicht von Süden, 2013

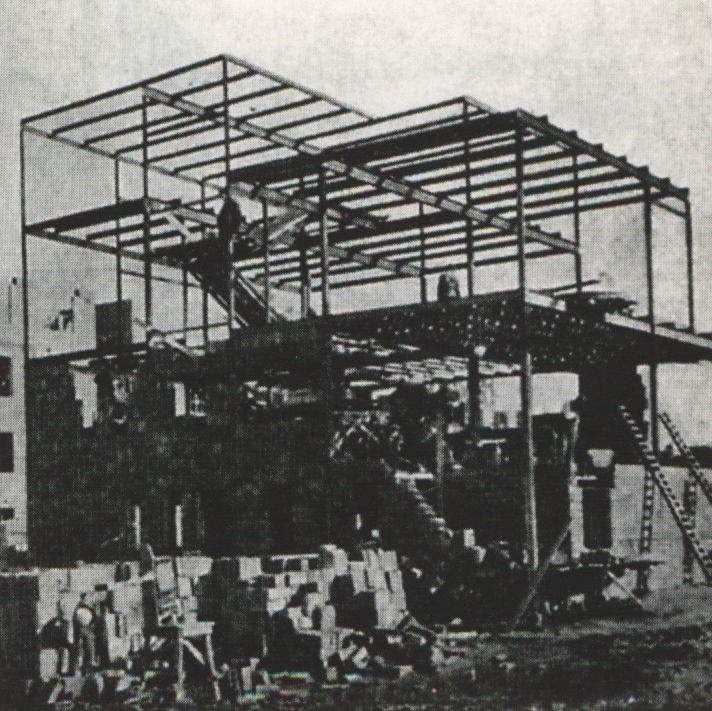
Stahlskelett der Villa

Die Villa Edmund Każmierczak (polnisch Willa Edmunda Kaźmierczaka) ist eine Villa in Katowice (deutsch Kattowitz, Woiwodschaft Schlesien) in Polen. Sie wurde von 1930 bis 1931 im Stil der Moderne für den Rechtsanwalt Edmund Każmierczak errichtet und ist in das Denkmalverzeichnis der Stadt eingetragen.
Das dreigeschossige Wohnhaus steht im Südwesten des Stadtbezirks Śródmieście (Innenstadt) an der Ulica Bratków 4. Architekt war Tadeusz Michejda. Er entwarf ein Stahlskelett, das das Bautempo beschleunigte und das Gewicht des Gebäudes reduzierte, was in der oberschlesischen Bergbauregion wichtig war. Michejda veröffentlichte eine ausführliche technische Beschreibung in einer Fachzeitschrift.
Gegenwärtiger Nutzer ist ein Restaurant (Sommer 2024).